# Wojna kokosza (obraz Henryka Rodakowskiego)
Wojna kokosza – obraz olejny malarza Henryka Rodakowskiego. Dzieło jest przechowywane w Muzeum Narodowym w Warszawie.

## Historia
Henryk Rodakowski swoją sławę zawdzięczał portretom, jednak, zgodnie z obowiązującymi w jego czasach zasadami ˞akademizmu, cenił malarstwo historyczne. Stworzył trzy obrazy o takiej tematyce, a jednym z nich była Wojna kokosza. Za temat obrazu artysta przyjął rokosz lwowski, epizod z dziejów I Rzeczypospolitej 1537 r., gdy zgromadzona na pospolite ruszenie szlachta zwróciła się do króla z postulatami m.in. kodyfikacji prawa, ograniczenia łączenia urzędów i zaprzestania skupu dóbr przez Bonę. Po negocjacjach między przedstawicielami króla i szlachty Zygmunt Stary zaakceptował prawie wszystkie postulaty rokoszan, a jego decyzję przedstawił zgromadzonym Jan Tarnowski.
Do obrazu malowanego w Pałahiczach pozowali Rodakowskiemu chłopi folwarczni, niektórzy z nich zostali już wcześniej sportretowani w cyklu akwarel Album Pałahickie. Karczmarz Josio był modelem do arcybiskupa lwowskiego, stelmach Percer do rycerza z czarnym krzyżem, ogrodnik Semenko do postaci szlachcica z wąsem. Oprócz nich pozowała Kamilla Rodakowska, Leonowa Rodakowska, stryj artysty, Leon Rodakowski (na obrazie jako rycerz w szyszaku), Józef Rustejko (Gamrat) i paryżanka Pastre przebywająca u Rodakowskich w gościach.

## Opis
Na obrazie malarz ukazał moment odczytywania przez Tarnowskiego królewskich postanowień. Sytuacja ma miejsce na tarasie Zamku Niskiego we Lwowie, jednak Rodakowski nadał mu fantastyczną, a nie wierną realiom historycznym, formę. W centrum przedstawienia umieścił siedzącego króla, tuż za nim stoi Bona, a wokół nich zgromadzili się członkowie dworu. Rokoszan można dostrzec jedynie przez tralki balustrady. Zygmunt Stary wspiera głowę na dłoni, gest ten jest zbliżony do innego obrazu Rodakowskiego, Portretu generała Dembińskiego. Mina i poza króla wyrażają rezygnację. Stojąca za nim Bona uosabiać ma wyniosłość i przebiegłość, cechy, które przypisywali jej współcześni malarzowi historycy. Przedstawienie tej pary, poprzez skontrastowanie strojnej białej sukni królowej i ciemnych szat króla, stanowi najbardziej przyciągający wzrok widza fragment obrazu. Wśród osób stanowiących dwór Rodakowski umieścił biskupa Piotra Gamrata jako pochylającego się w pokłonie mężczyznę, wyniośle wznoszącego głowę marszałka Piotra Kmitę i arcybiskupa lwowskiego spoglądającego z troską na króla.

## Odbiór
Wojna kokosza została wystawiona w roku 1872 na Salonie Paryskim. Następnie pokazywano ją na wystawach w Brukseli i Wiedniu. Spotkała się tam z życzliwym przyjęciem, a malarz został uhonorowany za obraz Krzyżem Kawalerskim Orderu Leopolda i Orderem Franciszka Józefa. W kraju od początku zastrzeżenia wzbudzał temat obrazu, mało znany epizod z historii Polski. Rokosz lwowski był politycznie zagmatwanym wydarzeniem, stąd dla krytyków nie było jasne przesłanie, jakie miało płynąć z obrazu Rodakowskiego. Statyczną kompozycję obrazu i brak ruchu porównywano do sceny teatralnej lub żywego obrazu. W Wojnie kokoszej widziano bardziej portret zbiorowy niż udany obraz historyczny. Chwalono warsztat malarza, piękno strojów, świetnie oddane głowy postaci, ale jako całość obraz był dość krytycznie oceniany.